# Krasno-oeralsk
Krasno-oeralsk (Russisch: Красноуральск, Krasno-oeralsk) is een Russische stad ten oosten van de Oeral in de Centrale Oeral aan de rivier de Koesjajka (stroomgebied van de Ob) op 119 kilometer ten noorden van Jekaterinenburg.

## Geschiedenis
De eerste vestiging binnen het grondgebied van de huidige stad was in 1832, toen er een goudhoudende ertslaag werd ontdekt, die echter niet erg rijk aan goud bleek te zijn. In de 19e eeuw werd een ertslaag met koperhoudend pyriet ontdekt (Bogomolovskoje-ertslaag - naar de goudzoeker Bogomolov, die de grond bezat), waarna in 1925 de nederzetting Bogomolstroj ontstond rond de mijnbouw en kopersmelterij die voor deze koperertslaag werden gesticht. In 1929 werd de plaats hernoemd naar Oeralmedstroj. In 1932 werd de plaats hernoemd tot Krasno-oeralsk ("Rode Oeral"; kleur van het communisme) en kreeg het de status van stad.

## Economie en transport
De belangrijkste economische activiteiten vormen een kopersmelterij (de koperertslaag is echter bijna uitgeput voor rendabele productie), chemische fabriek, machinefabriek, een naaifabriek voor kinderkleren, de productie van meubels en een fabriek voor de productie van non-alcoholische dranken.
De plaats heeft een regionale luchthaven en ligt op 12 kilometer van het dichtstbijzijnde spoorwegstation.

## Demografie
| Ontwikkeling van het inwoneraantal |        |        |        |        |        |
| Jaar                               | 1959   | 1970   | 1979   | 1989   | 2002   |
| Bevolking                          | 39.300 | 39.700 | 38.200 | 35.200 | 29.000 |